# Perodua Kenari

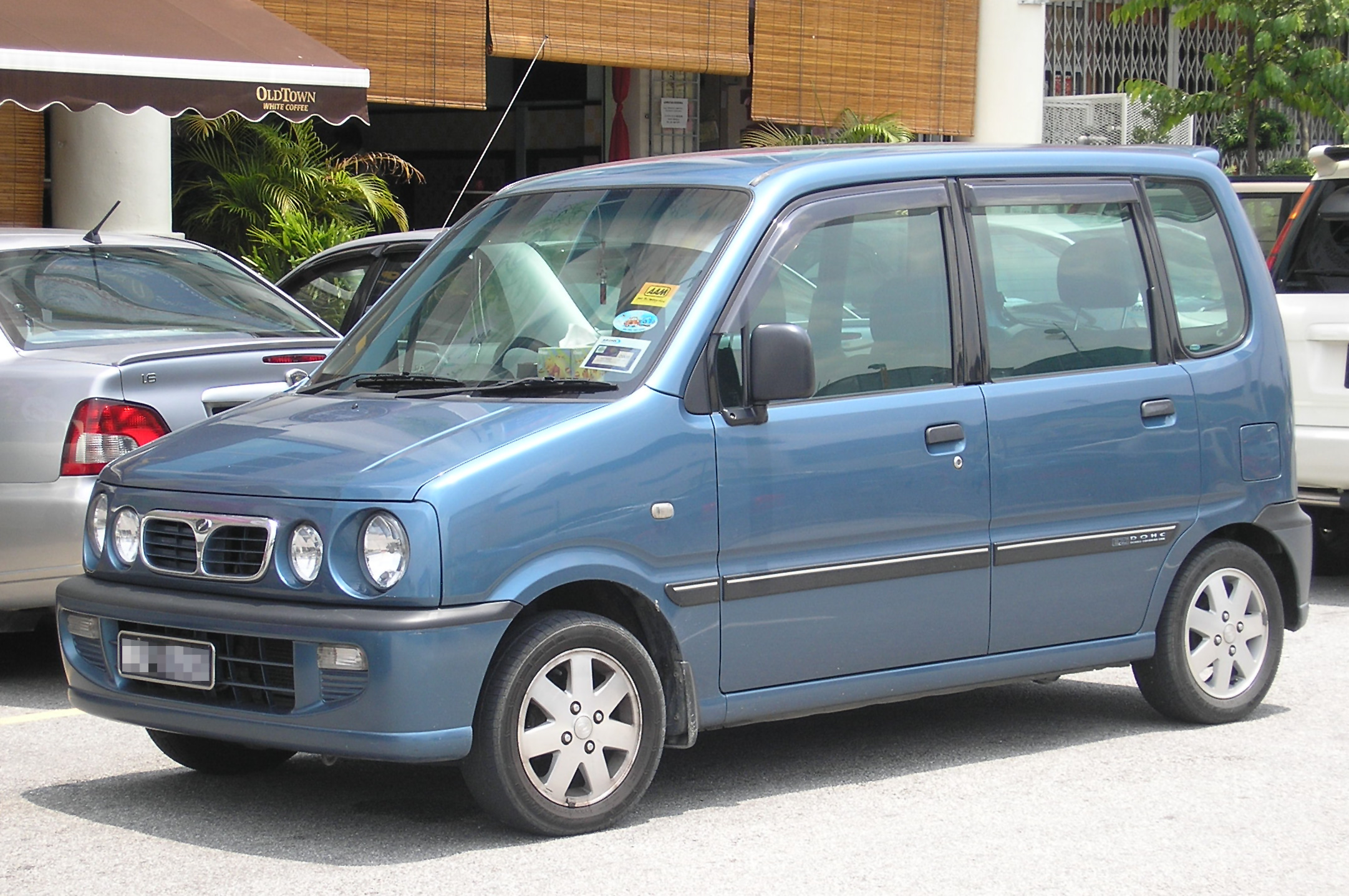
La Perodua Kenari

La Perodua Kenari est une petite voiture de 5 places, produite par le constructeur malaisien Perodua depuis 2000. Le nom Kenari vient du nom d'un oiseau, sorte de canari malaisien.
La Kenari est dérivée de la Daihatsu Move, une keijidosha produite par le constructeur japonais Daihatsu, qui possède une partie du capital de Perodua.
La Kenari est propulsée par un moteur 1.0 litre.